# Nymphon nugax
Nymphon nugax is een zeespin uit de familie Nymphonidae. De soort behoort tot het geslacht Nymphon. Nymphon nugax werd in 1966 voor het eerst wetenschappelijk beschreven door Stock. 